# Clinton, Missouri
Clinton är administrativ huvudort i Henry County i Missouri. Orten har fått sitt namn efter politikern DeWitt Clinton. Countyt grundades år 1834 och Clinton grundades år 1836 som dess huvudort.